# Jean IV de Bueil
Pour les autres membres de la famille, voir Famille de Bueil.
Pour les articles homonymes, voir Jean de Bueil et Bueil.
Jean IV de Bueil (v. 1361 ? - † 25 octobre 1415 à la bataille d'Azincourt) (Jean IV dans la généalogie traditionnelle ; Jean (V) dans la généalogie des Bueil rénovée par R. C. Famiglietti), seigneur de Bueil et de la Marchière, de Courcelles (Courcillon) et de Château-Fromont (fiefs familiaux), de Montrésor, de Saint-Calais et de Pocé (fiefs acquis par son père), de St-Christophe (acquis vers 1408 de Jean II L'Archevêque sire de Parthenay), de St-Michel-sur-Loire et la Vauderne (acquis en 1410 sur le maréchal Jacques de Montbron de Maulévrier, qui les tenait de sa première femme Marguerite, comtesse de Sancerre et belle-mère de Jean IV de Bueil, voir ci-dessous), chambellan du roi et de Louis II duc d'Anjou, capitaine de Mirebeau (que son père avait eu en seigneurie viagère). À noter que la tradition faisait de lui un maître des Arbalétriers, mais il semble que ce soit plutôt son père qui ait exercé cette charge (4).

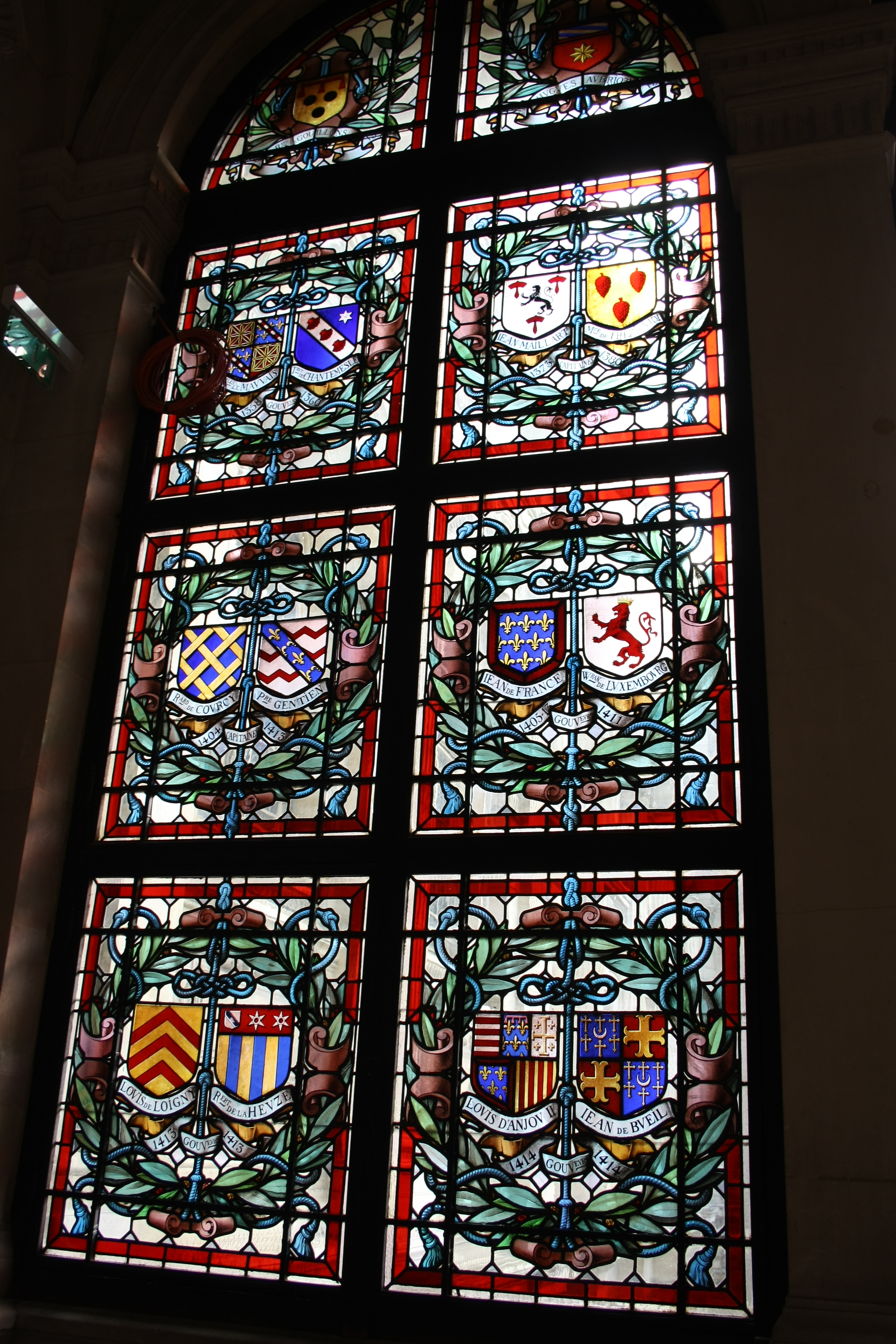
Armoiries de Jean IV de Bueil

Il était le fils de Jean III (ou IV) de Bueil et vraisemblablement d'Isabeau de La Roche. Pendant la vie de son père, on le dénommait Jean de Bueil le Jeune, notamment quand il servait en armes en même temps que son père en 1386 et en 1387 ; il était qualifié alors de chevalier bachelier.

## Biographie
Son père Jean III avait acheté la châtellenie de Saint-Calais (Saint-Karles, Saint-Kalès) et mourut au cours d'un procès qu'il avait contre les habitants de la châtellenie. Le 12 juin 1406, « Jehan de Bueil le Jeune, chevalier, filz et heritier dudit feu messire Jehan de Bueil », scella une lettre de procuration en vertu de laquelle « Jehan Galopin, chastellain et procureur de la chastellenie » de Saint-Calais « a reprins » le procès le 8 juillet. Après la bataille d'Azincourt, son corps ne fut pas retrouvé. Le 10 février 1417 n.st., on disait que Marguerite Dauphine, sa femme, « n'entendoit plus paroles » de son  mari malgré ses efforts pour apprendre ce qu'il était devenu.
Jean IV (ou V) épouse 1) une inconnue, dont il eut un fils homonyme, qui mourut, avant le 27 septembre 1412, assez âgé pour avoir son propre compte chez un drapier, auquel il devait de l'argent au moment de sa mort. Jean IV, héritier de son fils, fut condamné le 27 septembre 1412, « de son consentement », à verser 50 francs 2 sous parisis pour des draps qui avaient été livrés au défunt.
Jean IV épouse 2) en 1404 Marguerite d'Auvergne, alias Marguerite Dauphine, † 1436, dernière fille du dauphin Béraud II et de Marguerite comtesse de Sancerre (la comtesse Marguerite eut trois autres mariages, le dernier avec Jacques de Montbron ci-dessus), comtesse héritière de Sancerre, dame d'Aubijoux, Sagonne, Meillant, Charenton, Marmande, Faye-la-Vineuse, La Roche-Clermault, St-Michel-sur-Loire, Rillé, dernière sœur du dauphin Béraud III, mineure à l'époque de leur mariage. D'après une sentence relative à la succession de la mère de Marguerite, ils eurent  3 enfants : 
- Jean V (ou VI) de Bueil (~1404/1406-1478), comte de Sancerre, amiral de France.
- Louis III de Bueil, sire de Marmande et de Pocé, bailli des Montagnes d'Auvergne, chambellan du dauphin Louis, châtelain de La Balme et Quirieu, mort quelques heures après avoir été gravement blessé par un Anglais dans un tournoi à Tours, le 5 février 1447 n.st[6]. Il avait survécu à sa femme, Anne de Tucé, fille de Jeanne de Tucé et de Guillaume de Sourches, qu'il avait épousée en 1432 ; laquelle testa le 4 novembre 1433 et mourut sans postérité[7]. Elle avait été dame de Clinchamp et de Saint-Julien[8]. Louis eut des enfants naturels[9] : 
  - Thomas de Bueil (légitimé en octobre 1471) ;
  - Jacques, bâtard de Bueil, fils de Guillemette Cochet(e). Par sa femme Louise de Fontaines, à partir de 1458 : sire du Boys, Chezelles[10] et La Bouynière/La Bonninière[11] (à Azay ou Neuvy-le-Roi ?), Boille/Bouillé-Amenart/Bouillé-Ménard, Chevelu(es) et du Portau de Vallaines ; x 1458 Louise dame de Fontaine(s) (-Guérin), veuve de Bertrand de Beauvau, † 1458, seigneur de Saint-Laurent-des-Mortiers et de Ternay, fils cadet de Bertrand de Beauvau ; Louise était issue de Pierre de Bueil fils de Jean II de Bueil : elle était en effet l'arrière-petite-fille de Marie de Bueil dame du Bois/du Boys — fille de Pierre de Bueil — et d'Hardouin de Fontaines (-Guérin). Postérité, dont : 
    - Georges de Bueil, † ~1510/1513, sire de Fontaine-Guérin, du Boys, du Portau de Vallaines et Chevelues, du Plessis-au-Jau, de Vouvray-sur-Loir et du Bois-Vouvray, de La Roche-au-Moyen en Touraine (ou plutôt -au-Majeur : autre nom de La Roche-Racan) (et selon certains aussi de La Roche-au-Majeur à La Roche-Talbot ?), de Jévardel/Juvardeil, de Crassay (une châtellenie de Langeais), x 1504 Marguerite de Broc, † après 1550  
      - Jean de Bueil, † vers 1570 ? en tout cas après 1550, seigneur des mêmes fiefs, aussi de La Mothe-Sonzay et de La Roche-Behuart (La Roche-Buard à Charentilly plutôt qu'à St-Christophe[12] ?) : deux fiefs venus de l'héritage Pierre de Bueil < Marie de Bueil x Hardouin de Fontaines (-Guérin) ; x Françoise de Montalais (de la famille de Montalais plusieurs fois alliée aux Bueil ?)  
        - Honorat de Bueil, † 1590, sire de Fontaine-Guérin, La Motte-Sonzay, etc., x 1566 Anne de Bueil fille de Louis IV comte de Sancerre : leur fille Anne de Bueil, † 1631, reste sans postérité de son mariage en 1596 avec Roger II de Saint-Lary duc de Bellegarde
        - Louis de Bueil, sire de Racan (à Neuvy-le-Roi ; nom plus tard étendu à Saint-Paterne-Racan, La Roche-Racan et Aubigné-Racan), x 1588 Marguerite, fille de François de Vendômois du Vau et veuve de son cousin Mathurin de Vendômois de Champmarin à Aubigné-Racan
          - Honorat de Bueil de Racan (1589-1670), le poète ; x 1628 Madeleine du Bois : Postérité

        - Louise, abbesse de Bonlieu
        - Jeanne/Anne de Bueil, x 1615 Jean d'Acigné sire de Grand-Bois, de La Roche-Jagu et du Plessis : Postérité
- Anne de Bueil (1405-1458), dame d'Aubijoux, Charenton, Meillant, Sagonne ; épouse le 23/08/1428 Pierre d'Amboise, seigneur de Chaumont : Postérité.